# 12 Ore di Sebring 1995

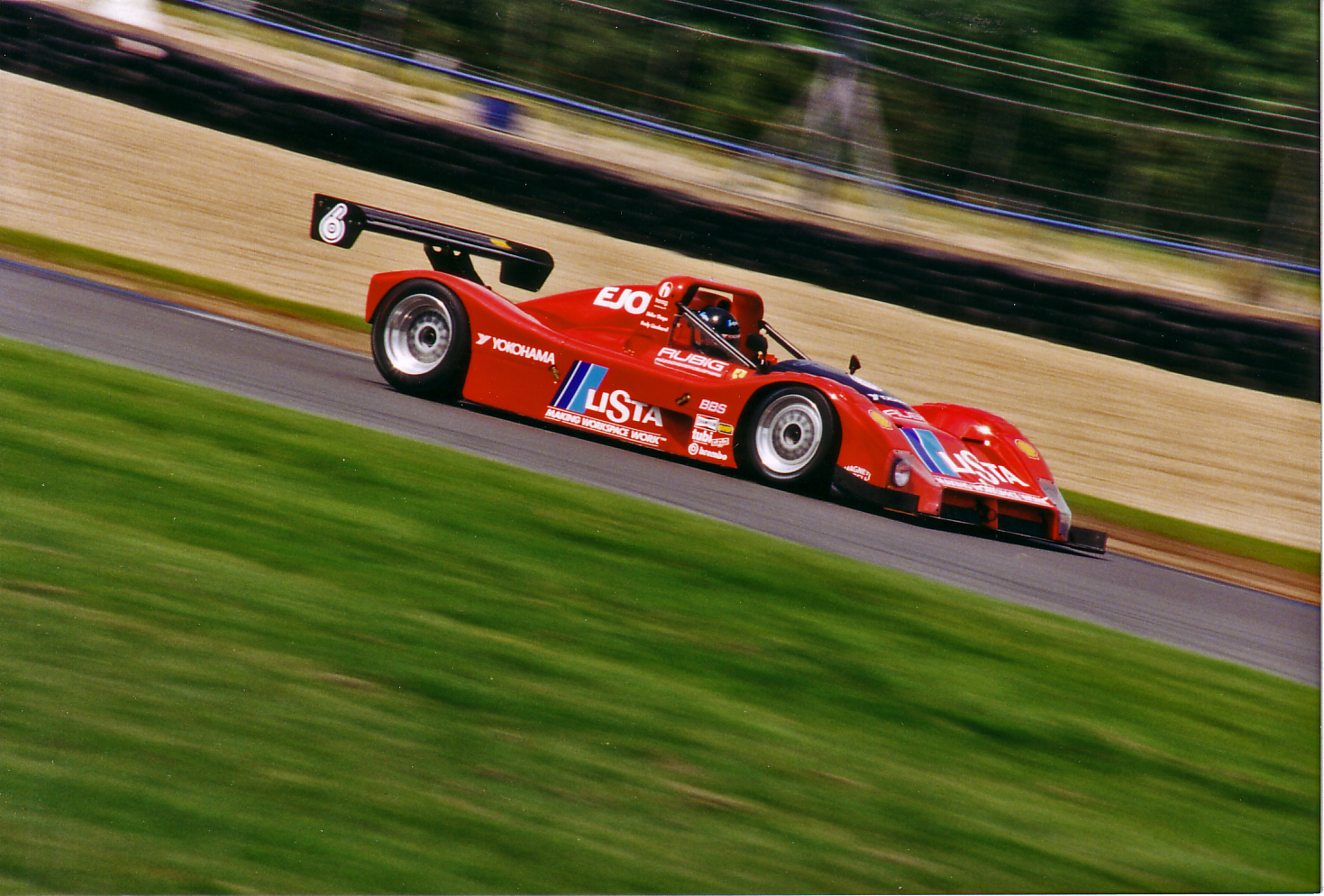
Una Ferrari 333 SP

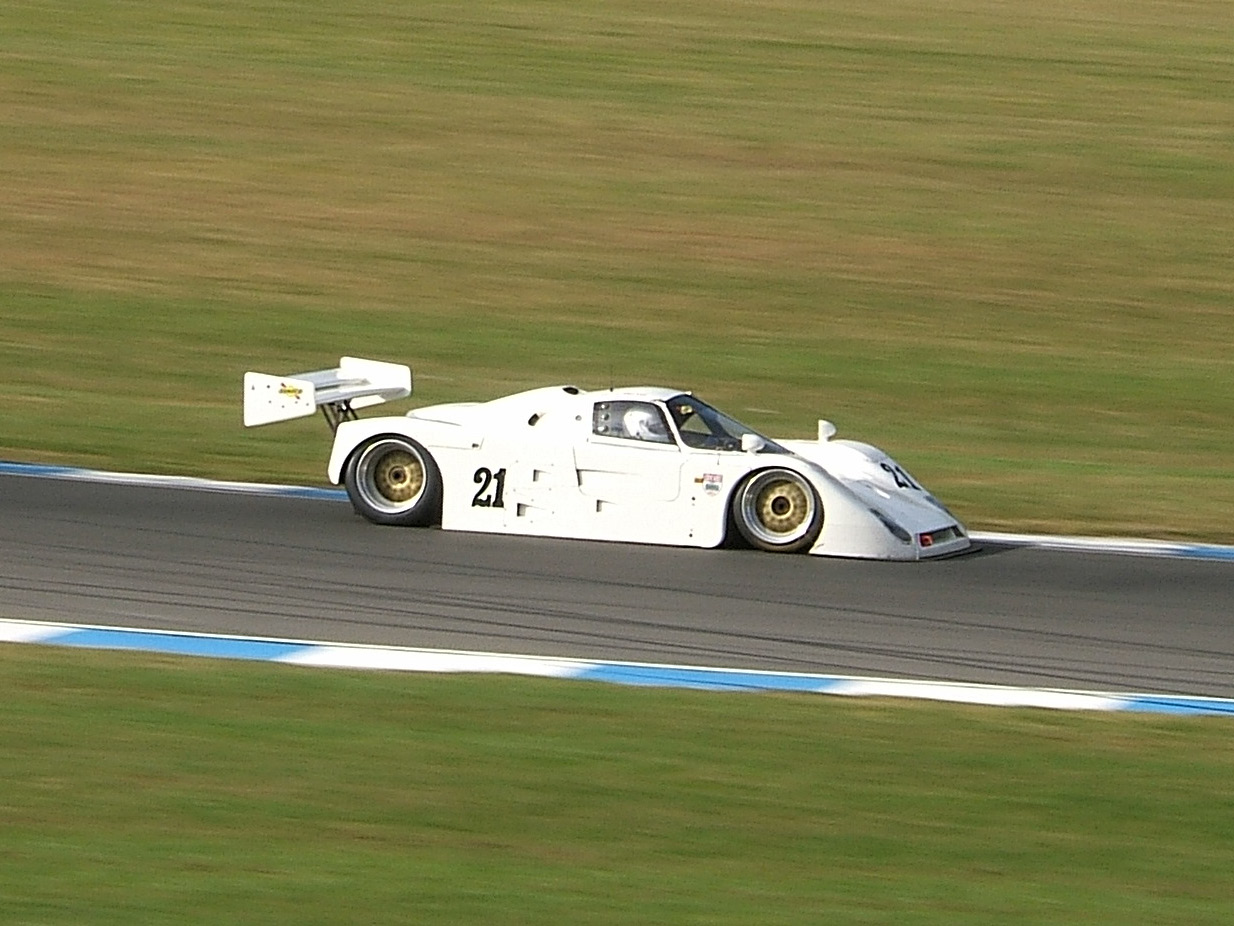
Una Spice SE90C

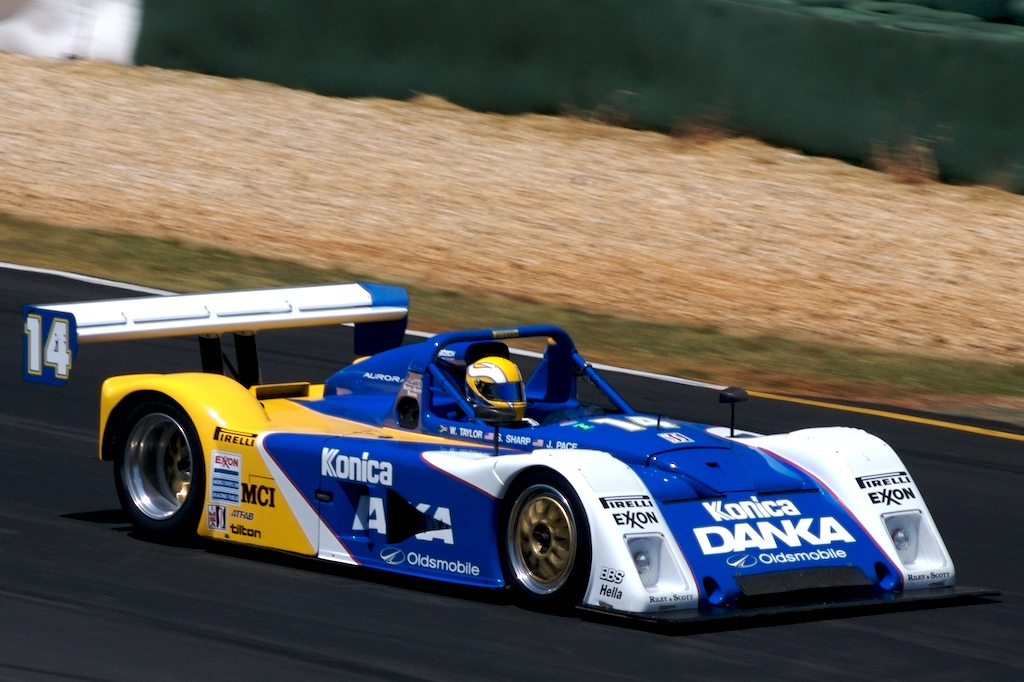
Una Riley&Scott MkIII, quell'anno al debutto

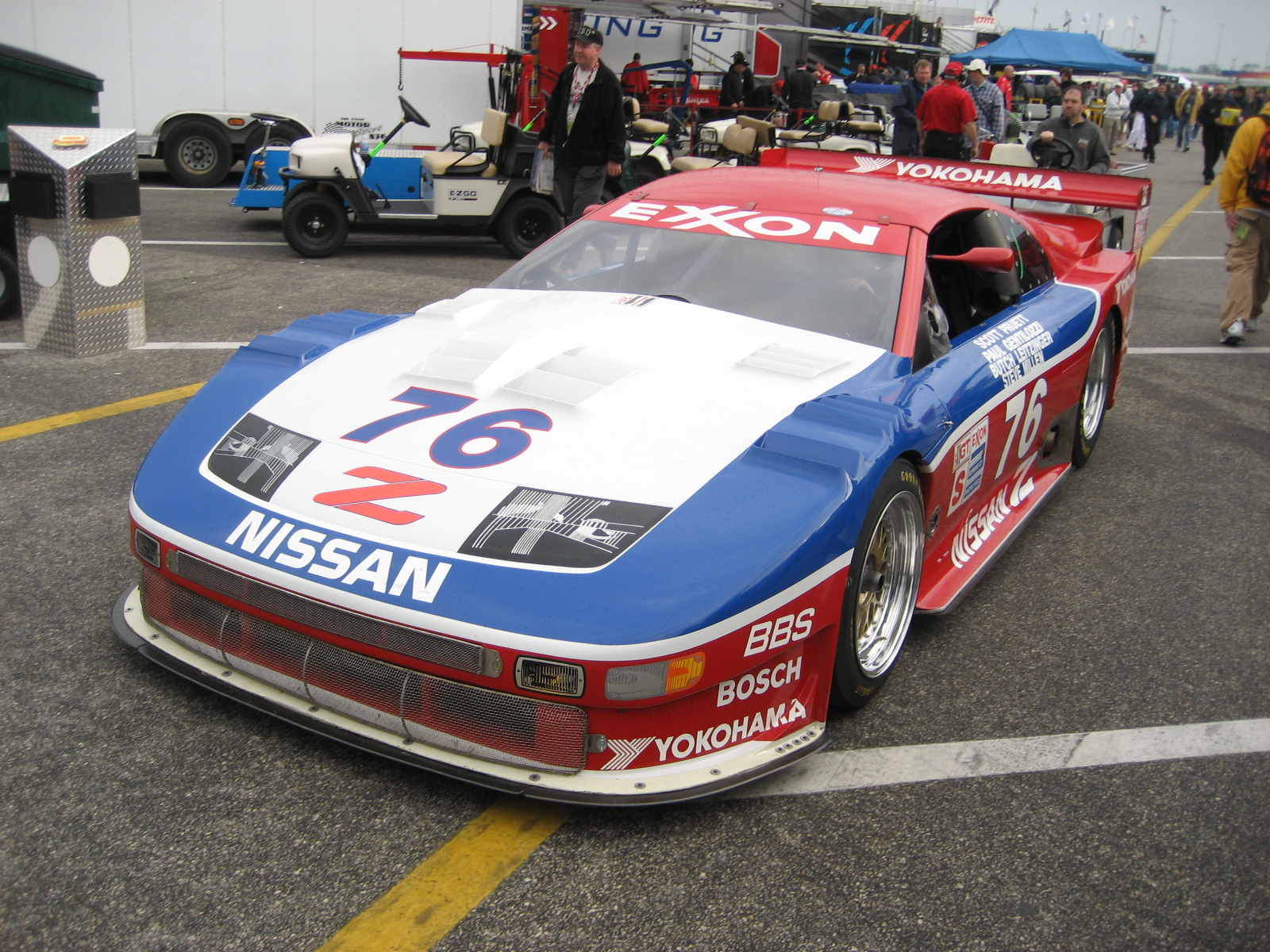
Una Nissan 300ZX

La 43ª 12 Ore di Sebring si è svolta il 18 marzo 1995 sul Circuito di Sebring, ricavato su un ex aeroporto militare. Questa edizione della classica americana segna il ritorno della Ferrari sul circuito della Florida. La gara è valevole anche per il Campionato IMSA GT di quell'anno.

## Contesto
Alla vigilia della gara i pronostici non sono a favore delle vetture di Maranello, che già nel 1994 si sono misurate nel campionato IMSA, ma hanno limitato la loro partecipazione alle gare sprint, poiché la Scuderia Ferrari riteneva la 333 SP ancora acerba. La vettura, portata in pista da team privati, partecipa invece a tutta la stagione 1995, sulla spinta degli ottimi risultati delle gare dell'anno precedente.
Ma il campionato non comincia nel migliore dei modi: la gara di apertura della serie, la prestigiosa 24 Ore di Daytona era finita male, con un ritiro dopo quattordici ore di dominio, alla 333 SP manca ancora un risultato di prestigio che dia una svolta al programma. A Sebring le 333 SP vengono schierate dal Team Scandia, dal Team MOMO e dal Team Euromotorsport. Di questi il più professionale e preparato è lo Scandia (di proprietà di Andy Evans), che affida una delle sue due vetture allo stesso Evans, insieme a Vélez e Van De Poele, mentre al volante dell'altra ci sono Baldi, Alboreto e ancora Van De Poele, iscritto in entrambi gli equipaggi.

## Qualifiche
La concorrenza è consapevole delle prestazioni delle Ferrari sul giro secco, quindi non si scompone quando Alboreto ottiene la pole position e nelle prime sei posizioni in griglia si piazzano un totale di quattro Ferrari. Sono convinti che le asperità e sconnessioni della pista di Sebring avranno la meglio sul rigido telaio in carbonio della vettura italiana.

## La Gara
Alla partenza il più lesto è Dale con la Spice-Oldsmobile, ma Velez riprende subito il comando, mentre dopo circa un'ora si ferma la Riley & Scott MK III Ford per problemi al cambio, ripartirà dopo tre ore necessarie alla riparazione.
In seguito Barbazza, con la Ferrari dell'Euromotorsport, si ferma per noie all'alimentazione, mentre Alboreto si intraversa nella bagarre con alcuni doppiati. Inizia a diluviare e la corsa viene interrotta per trenta minuti: il regolamento prevede che l'orologio delle 12 Ore non si fermi e quando la gara riprende è Taylor che passa al comando con la sua Ferrari-MOMO, cedendolo poi a Baldi al momento del successivo pit-stop, mentre noie al cambio costringono Moretti a una sosta ai box di un'ora e mezza per risolvere il problema e anche per la Porsche-Kremer vincitrice a Daytona (che però non è conforme ai regolamenti WSC e non segna punti per il campionato IMSA GT) ha problemi per una perdita d'olio al cambio. Altro pit stop: Baldi cede il volante ad Alboreto che si trova a condurre davanti a Van De Poele e alla Spice-Chevrolet condotta da Lammers.
Dopo sette ore di corsa, Alboreto è costretto ai box per noie alle colonnette di fissaggio della ruota posteriore sinistra e in testa passa Velez. All'ottava ora viene giù il diluvio, la gara è interrotta con la bandiera rossa e riprenderà dopo 45 minuti, con Vélez ancora in testa. Le condizioni di guida dopo il diluvio sono molto difficili e le strategie diventano fondamentali: sull'auto di Velez vengono montati pneumatici Pirelli intermedi, mentre sull'auto di Lammers, seconda, delle Goodyear slick.
A questo punto manca poco alla conclusione della gara e le squadre decidono di giocarsi la corsa fra Vélez e Lammers fino al traguardo senza altri cambi: si gioca tutto sulla strategia dei pit-stop, con qualche dubbio da parte del team Scandia sull'effettivo distacco dell'auto di Lammers (con tutte le neutralizzazioni e la bandiera rossa si temeva qualche errore di calcolo). Ma i calcoli del team sono perfetti e la spunta Velez; la vittoria è arrivata, la gara è stata sofferta, ma la gioia di Andy Evans patron del team è immensa. È la prima vittoria di prestigio internazionale per la 333 SP ed è un risultato storico: una Ferrari non vinceva a Sebring dal 1972, da quando Mario Andretti e Jacky Ickx portarono al successo la 312 PB.
Alla cerimonia del podio ci fu un momento di imbarazzo, legato agli equipaggi, come ricorda uno dei vincitori.
(Eric van de Poele, pilota)

### Classifica finale
Fonte:  World Sports Racing Prototypes, IMSA 1995, su wsrp.ic.cz. URL consultato il 13-08-2009 (archiviato dall'url originale l'8 aprile 2009).
| Pos.           | N° | Classe | Piloti                                                                           | Team                       | Vettura                    | Motore                     | Giri | Tempo/motivo ritiro |
| -------------- | -- | ------ | -------------------------------------------------------------------------------- | -------------------------- | -------------------------- | -------------------------- | ---- | ------------------- |
| 1°             | 3  | WSC    | Fermín Vélez Andy Evans Eric van de Poele Paul Gentilozzi (DNS)                  | Scandia Motorsports        | Ferrari 333 SP             | Ferrari V12 4.0L           | 260  | 12:01:06,147        |
| 2°             | 9  | WSC    | Andy Wallace Jan Lammers Derek Bell Morris Shirazi (DNS)                         | Auto Toy Store Inc.        | Spice SE90                 | Chevrolet V8               | 260  | 12:02:32,743        |
| 3°             | 63 | WSC    | Jim Pace Butch Hamlet Jim Downing                                                | Downing/Atlanta Racing     | Kudzu DG-3                 | Mazda                      | 256  | Incidente           |
| 4°             | 33 | WSC    | Mauro Baldi Michele Alboreto Eric van de Poele Paul Gentilozzi (DNS)             | Scandia Motorsports        | Ferrari 333 SP             | Ferrari V12 4.0L           | 256  |                     |
| 5°             | 75 | GTS-1  | Johnny O'Connell Steve Millen John Morton                                        | Cunningham Racing          | Nissan 300ZX               | Nissan 6cil. Turbo         | 255  |                     |
| 6°             | 74 | GTS-1  | Hans-Joachim Stuck Bill Adam                                                     | Champion Porsche           | Porsche 911 GT2            | Porsche boxer-6            | 253  |                     |
| 7°             | 2  | WSC    | Jeremy Dale Jay Cochran Fredrik Ekblom Bob Schader (DNS)                         | Brix Racing                | Spice BDG-02               | Oldsmobile V8              | 245  |                     |
| 8°             | 00 | LM WSC | Franz Konrad Antônio Hermann Ernst Schuster                                      | Konrad Motorsport          | Porsche 962 Spyder         | Porsche boxer-6 Turbo      | 244  |                     |
| 9°             | 4  | GTS-1  | R. K. Smith Brian DeVries Irv Hoerr Darin Brassfield (DNS)                       | Brix Racing                | Oldsmobile Cutlass Supreme | Olsmobile                  | 244  |                     |
| 10°            | 6  | WSC    | Stanley Dickens Rick Sutherland John Graham                                      | Power Macintosh Racing     | Spice HC93                 | Oldsmobile                 | 244  |                     |
| 11°            | 72 | GTS-1  | John Fergus Neto Jochamowitz Mike Peters (DNS)                                   | Champion Porsche           | Porsche 911 Turbo          | Porsche boxer-6 Turbo      | 242  |                     |
| 12°            | 26 | GTS-2  | Bill Auberlen Charles Slater Joe Cogbill                                         | Alex Job Racing            | Porsche 911                | Porsche boxer-6            | 241  |                     |
| 13°            | 93 | GTS-2  | Henry Taleb Jean-Pierre Michelet Rob Wilson Mauricio Rojas (DNS)                 | Ecuador Mobil 1 Racing     | Nissan 240SX               | Nissan                     | 240  |                     |
| 14°            | 55 | GTS-2  | Dennis Aase Jorge Trejos Martin Snow                                             | Jorge Trejos               | Porsche 911 Carrera RSR    | Porsche boxer-6            | 240  |                     |
| 15°            | 02 | GTS-2  | Larry Schumacher Jeff Purner Andy Pilgrim                                        | Rohr Corp.                 | Porsche 911 Carrera RSR    | Porsche boxer-6            | 239  |                     |
| 16°            | 5  | GTS-1  | Calvin Fish Mark Dismore Darin Brassfield Irv Hoerr (DNS)                        | Brix Racing                | Oldsmobile Cutlass Supreme | Oldsmobile                 | 234  |                     |
| 17°            | 73 | GTS-2  | Jack Lewis Hal Kelley Dave White John Bourassa                                   | Jack Lewis Enterprises     | Porsche 911 Carrera RSR    | Porsche boxer-6            | 232  |                     |
| 18°            | 86 | GTS-2  | Lloyd Hawkins David Murry Shawn Hendricks                                        | Lloyd Hawkins              | Porsche 968 Turbo          | Porsche 4cil. Turbo        | 229  |                     |
| 19°            | 18 | GTS-2  | Tommy Johnson Dan Lewis John Sheldon                                             | Dan Lewis                  | Mazda MX-6                 | Mazda                      | 228  |                     |
| 20°            | 12 | GTS-2  | John Paul Jr. Dieter Quester                                                     | Prototype Technology Group | BMW M3                     | BMW 6cil.                  | 228  |                     |
| 21°            | 17 | GTS-1  | Charles Mendez Arthur Pilla Kenper Miller Dave White                             | Art Pilla                  | Porsche 911 Turbo          | Porsche boxer-6 turbo      | 227  |                     |
| 22°            | 50 | WSC    | Fabrizio Barbazza Elton Julian Massimo Sigala                                    | Euromotorsport Racing Inc. | Ferrari 333 SP             | Ferrari V12 4.0L           | 226  |                     |
| 23°            | 37 | WSC    | Rick Ferguson Oliver Kuttner Juan Gac Juan Carlos Carbonell Tim Richardson (DNS) | Pegasus Racing             | Pegasus                    | BMW                        | 225  |                     |
| 24°            | 99 | GTS-2  | Cort Wagner Bo Roach Karel Dolejší                                               | Konrad Motorsport          | Porsche 911 Carrera RSR    | Porsche boxer-6            | 225  |                     |
| 25°            | 91 | GTS-1  | Roger Schramm Steven Petty Stu Hayner                                            | RVO Motorsports            | Chevrolet Camaro           | Chevrolet                  | 224  |                     |
| 26°            | 0  | WSC    | Leigh Miller Eric van Cleef Chuck Cottrell Mike Holt                             | Chuck Cottrell             | Kudzu DG-2                 | Buick                      | 223  |                     |
| 27°            | 13 | GTS-2  | Pete Halsmer David Donohue                                                       | Prototype Technology Group | BMW M3                     | BMW 6cil.                  | 222  |                     |
| 28°            | 82 | GTS-2  | Al Bacon Dick Greer Peter Uria Mike Mees                                         | Dick Greer Racing          | Mazda RX-7                 | Mazda Wankel               | 221  |                     |
| 29°            | 52 | GTS-2  | Andy Strasser Kevin Wheeler Dennis DeFranchesci Alan Ludwig (DNS)                | Andy Strasser              | Porsche 911 Carrera RSR    | Porsche boxer-6            | 216  |                     |
| 30°            | 10 | LM WSC | Christophe Bouchut Jürgen Lässig Giovanni Lavaggi                                | Kremer Racing              | Kremer K8 Spyder           | Porsche 3.0L boxer-6 Turbo | 215  |                     |
| 31°            | 27 | GTS-2  | Jack Refenning Tim Vargo Mike Peters                                             | Champion Porsche           | Porsche 993 Carrera RS     | Porsche boxer-6            | 214  |                     |
| 32°            | 69 | GTS-1  | Gustl Spreng Ray Mummery                                                         | Gustl Spreng Racing        | Porsche 911                | Porsche boxer-6            | 212  | Mechanical          |
| 33°            | 64 | GTS-1  | Mel Butt Jim Higgs Ron Zitza                                                     | Mel A. Butt                | Chevrolet Camaro           | Chevrolet                  | 212  |                     |
| 34°            | 30 | WSC    | Gianpiero Moretti Wayne Taylor Didier Theys                                      | MOMO                       | Ferrari 333 SP             | Ferrari V12 4.0L           | 211  |                     |
| 35°            | 25 | GTS-2  | Bruce Barkelew Angelo Cilli Gerry Jackson Anthony Lazzaro (DNS)                  | Alex Job Racing            | Porsche 911                | Porsche boxer-6            | 209  | Incidente           |
| 36°            | 62 | GTS-1  | Billy Bies Tom Curren David Rankin Pat Patterson Jimmy Hildock                   | Curren Motorsports         | Oldsmobile Cutlass Supreme | Oldsmobile                 | 205  |                     |
| 37°            | 16 | WSC    | James Weaver Rob Dyson Butch Leitzinger                                          | Dyson Racing               | Riley & Scott Mk III       | Ford V8                    | 201  |                     |
| 38°            | 08 | GTS-2  | Danny Marshall John Biggs Weldon Scrogham Steve Marshall                         | G W Motorwerkes Ltd.       | Porsche 911 Carrera RSR    | Porsche boxer-6            | 200  |                     |
| 39°            | 47 | GTS-1  | Rob Morgan Charles Morgan                                                        | Charles Morgan             | Oldsmobile Cutlass Supreme | Oldsmobile                 | 195  | Mechanical          |
| 40°            | 42 | GTS-1  | Gary Smith Jon Leavy Ron Lowenthal Luis Sereix                                   | Carolina Racing Engines    | Chevrolet Camaro           | Chevrolet                  | 186  |                     |
| 41°            | 23 | GTS-1  | Bob Hundredmark Gene Harry Steve Pfeffer                                         | Bob Hundredmark            | Oldsmobile Cutlass Supreme | Oldsmobile                 | 179  |                     |
| 42°            | 90 | GTS-1  | Tommy Riggins Andy Petery Craig Carter Les Delano (DNS)                          | Riggins Competition        | Oldsmobile Cutlass Supreme | Oldsmobile                 | 173  |                     |
| 43°            | 67 | GTS-1  | Luis Mendez Scott Hoerr                                                          | Luis Mendez                | Ford Mustang               | Ford                       | 165  | Mechanical          |
| 44°            | 87 | GTS-1  | John Annis Louis Beall David Donavon Ed Scolaro                                  | John Annis                 | Chevrolet Camaro           | Chevrolet                  | 163  |                     |
| 45°            | 60 | GTS-2  | Bill Ferran Simon Gregg Scott Tyler Rich Lee (DNS)                               | Vito Scavone               | Porsche 911S               | Porsche boxer-6            | 159  | Mechanical          |
| 46°            | 53 | GTS-1  | Richard McDill Bill McDill Tom Juckette                                          | Bill McDill                | Chevrolet Camaro           | Chevrolet                  | 157  |                     |
| 47°            | 57 | GTS-2  | Reed Kryder Frank Del Vecchio                                                    | Kryderacing                | Nissan 240SX               | Nissan                     | 155  |                     |
| 48°            | 88 | GTS-2  | Ralph Thomas Douglas Campbell Amos Johnson                                       | Douglas Campbell           | Mazda RX-7                 | Mazda Wankel               | 154  |                     |
| 49°            | 01 | GTS-1  | Hurley Haywood Jochen Rohr John O'Steen                                          | Rohr Corp                  | Porsche 911 GT2            | Porsche boxer-6            | 142  | Mechanical          |
| 50°            | 71 | GTS-1  | Art Cross Mark Kennedy Craig Conway                                              | Art Cross                  | Chevrolet Camaro           | Chevrolet                  | 141  |                     |
| 51°            | 92 | GTS-1  | Mark Montgomery Hoyt Overbagh Mauro Casadei Steve Goldin David Kicak             | Hoyt Overbagh              | Chevrolet Camaro           | Chevrolet                  | 139  |                     |
| 52°            | 06 | GTS-1  | Bill Cooper Scott Maxwell Chris McDougall                                        | Doug Rippie                | Chevrolet Corvette ZR-1    | Chevrolet V8               | 121  | Mechanical          |
| 53°            | 51 | WSC    | Bruce Trenery Jeffrey Pattinson Grahame Bryant Buddy Norton                      | Bruce Trenery              | Cannibal                   | Chevrolet                  | 99   |                     |
| 54°            | 8  | WSC    | Roger Mandeville Henry Camferdam                                                 | Support Net Racing Inc.    | Hawk MD3R                  | Mazda                      | 91   | Sospensione         |
| 55°            | 84 | GTS-2  | Derek Oland Vito Scavone Alan Jones                                              | Vito Scavone               | Porsche 944 Turbo          | Porsche 4cil. turbo        | 91   | Mechanical          |
| 56°            | 44 | WSC    | Ross Bentley Craig T. Nelson Dan Clark                                           | Screaming Eagles Racing    | Spice SE90                 | Lexus                      | 88   | Motore              |
| 57°            | 58 | GTS-2  | Sam Shalala Doug Frazier Jim Matthews Dan Pastorini                              | Pro Technik Racing         | Porsche 911                | Porsche boxer-6            | 88   | Motore              |
| 58°            | 77 | GTS-1  | Eric van Vliet Don Arpin Tim Hubman Tim Banks                                    | Tim Banks                  | Chevrolet Camaro           | Chevrolet                  | 86   |                     |
| 59°            | 7  | WSC    | Don Bell Paul Debban Tom Volk Bobby Brown (DNS)                                  | Bobby Brown Motorsports    | Spice HC94                 | Chevrolet                  | 81   | Incidente           |
| 60°            | 80 | GTS-2  | Martino Finotto Ruggero Melgrati John Finger                                     | Martino Finotto            | Ferrari 308                | Ferrari V8                 | 74   | coll. aspirazione   |
| 61°            | 98 | WSC    | Peter Lockhart Chris Smith Robbie Buhl                                           | Chevron Motorsport         | Chevron B71                | Ford                       | 70   | Imp. elettrico      |
| 62°            | 39 | GTS-2  | Rudy Bartling Ernie Lader Ahmad Kodkar Rainer Brezinka                           | Rudi Bartling              | Porsche 911                | Porsche boxer-6            | 70   | DNF                 |
| 63°            | 68 | GTS-2  | Charles Coker Bo Roach (DND) Ken McKinnon (DND)                                  | Hendricks Porsche          | Porsche 968 Turbo          | Porsche 4cil. turbo        | 30   | Motore              |
| 64°            | 78 | GTS-2  | Richard Raimist Karl Singer                                                      | Richard Raimist            | Porsche 911 Carrera RSR    | Porsche boxer-6            | 20   | DNF                 |
| Non partiti    |    |        |                                                                                  |                            |                            |                            |      |                     |
|                | 11 | GTS-1  | Luis Sereix Daniel Urrutia Scott Watkins                                         | Ken Bupp                   | Ford Mustang               | Ford                       |      | Differenziale       |
|                | 41 | WSC    | Steven Sirgany Carlos Moran Chapman Root                                         | Steve Sirgany              | Phoenix                    | Alfa Romeo                 |      | Motore              |
| Altri iscritti |    |        |                                                                                  |                            |                            |                            |      |                     |
|                | 5  | GTS-2  | Doug Frazier                                                                     | Doug Frazier               | Porsche 911                | Porsche boxer-6            |      |                     |
|                | 31 | GTS-1  | Guy Kuster Kent Painter Mauro Borella Sergio Brambilla                           | Kent Painter               | Chevrolet Camaro           | Chevrolet                  |      |                     |
|                | 83 | WSC    | Robert Gottfried Butch Brickell                                                  | Butch Brickell             | Banshee KNI-1              | Chevrolet                  |      |                     |

### Pole Position e Giro più veloce
- Pole: Michele Alboreto su Ferrari 333 SP (numero 33) 1:54,597;
- GPV: Elton Julian su Ferrari 333 SP (numero 50) in 1:58,029 alla media di 181,619 km/h (giro 166).